# Brug 839
Brug 839 is een bouwkundig kunstwerk in Amsterdam-Zuid.
De voetbrug maakt deel uit van de infrastructuur van het Amstelpark. Het Amstelpark kent in het noorden een afgescheiden gedeelte waar de speeltuin  Het Bastion ligt, gesitueerd op een heuvel. Op de scheiding van speeltuin en park ligt een gegraven gracht waarover de brug 839 de verbinding legt. Ze is een smaller evenbeeld van Ben Ali Libibrug (brug 838), die circa 100 meter ten westen van deze brug het water oversteekt. Doordat de gracht een scherpe hoek maakt kan men van de ene brug de andere niet zien. De brug is ontworpen door Dirk Sterenberg werkend voor de Dienst der Publieke Werken. De brug is totaal 30 meter lang, terwijl de overspanning "slechts" 20 meter lang is, gelegd over een middenpijler/-juk. De leuning en balustrade bestaat uit donkerbruine zware balken tussen betonnen borstweringen. Sterenberg was overigens ook verantwoordelijk voor de aanpalende steiger en de trap op het talud naar/van Het Bastion.
Brug 839 is een van de 173 bruggen die Sterenberg voor Amsterdam ontwierp (gegevens 2008). Ten zuidwesten van deze brug staat een NAP-paal.

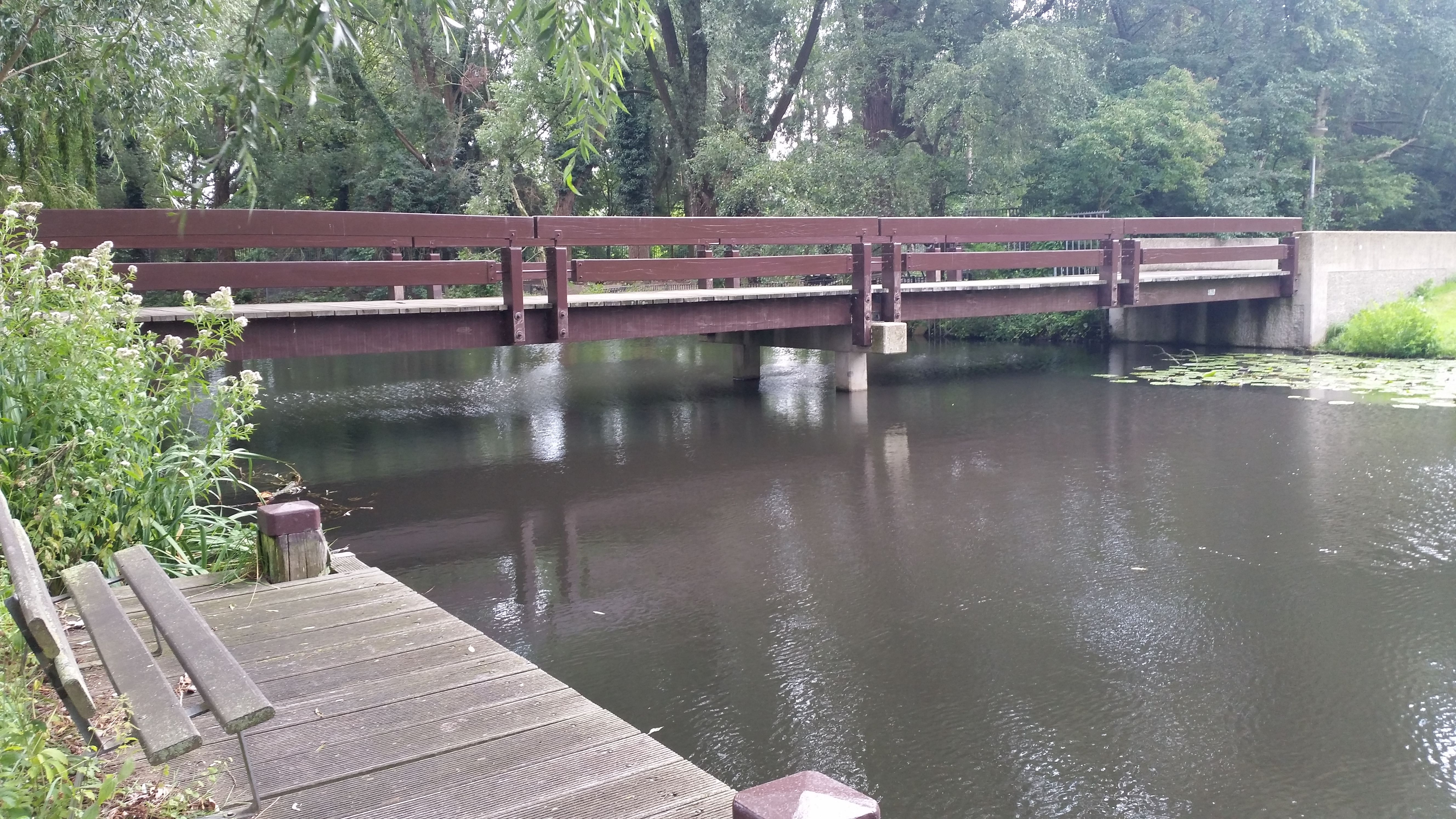
Brug 839 gezien vanaf de steiger (augustus 2019)

<<< · 801 · 802 · 803 · 804 · 805 · 808 · 811 · 812 · 813 · 814 · 815 · 816 · 817 · 818 · 819 · 820 · 821 · 822 · 823 · 824 · 825 · 826 · 827 · 828 · 829 · 830 · 831 · 832 · 833 · 834 · 835 · 836 · 837 · 838 · 839 · 840 · 841 · 842 · 844 · 845 · 846 · 848 · 849 · 850 ·  854 · 856 · 857 · 858 · 859 · 860 · 863 · 864 · 865 · 866 · 867 · 868 · 869 · 870 · 871 · 872 · 873 · 875 · 876 · 877 · 889 · 890 · 891 · 892 · 893 · 895 · 896 · 897 · 898 · 899 · >>>
Brugnummers 800, 806, 807, 809, 810, 843 (gesloopt, Uilenstede, Amstelveen), 847 (Uilenstede, Amstelveen) , 851 (gesloopt, Dirk Sterenberg), 852 (gesloopt, Dirk Sterenberg), 853 (gesloopt, Dirk Sterenberg), 855, 861, 862, 874, 878, 879, 880, 881, 882, 883, 884, 885, 886, 887, 888, 894 zijn niet (meer) vergeven.